# Hyundai Initium
Hyundai Initium (кор. 현대 이니시움) — концептуальный электромобиль на водородных топливных элементах южнокорейской компании Hyundai Motors. Он был представлен в октябре 2024 года в Кояне, Южная Корея, а чуть позже автомобиль был представлен в автосалоне в Лос-Анджелесе. Серийная версия носит название Hyundai Nexo.

## Описание
Initium был представлен на мероприятии Clear Committed: Upright Belief, состоявшемся в студии Hyundai Motorstudio Goyang 31 октября 2024 года. В ноябре того же года автомобиль дебютировал в Северной Америке на автосалоне в Лос-Анджелесе. Initium переводится с латыни как «начало/первый» и означает «пионер в открытии водородного общества».
Hyundai, как утверждается, отражает новый язык дизайна компании, Art of Steel, и подчёркивает естественную эластичность стали, прочность и красоту материала, а также чистую, но сильную природу водорода. Был применён ламповый дизайн, который воплощает символ бизнес-бренда Hyundai Motor Group в цепочке создания стоимости водорода HTWO.
Саймон Россби, старший вице-президент и глава Центра дизайна Hyundai, сказал, что Hyundai Initium воплощает в себе усилия компании в области водородной мобильности и устойчивого развития.

## Галерея
- Вид спереди слева
- Вид спереди
- Вид сзади слева
- Вид сзади